# Balduin IV. (Hennegau)
Balduin IV. der Erbauer (* 1108; † 8. November 1171) aus dem Haus Flandern war Graf von Hennegau von 1120 bis 1171. Er war der Sohn von Graf Balduin III. und Jolande von Wassenberg.

## Leben
Da er beim Tod seines Vaters noch minderjährig war, übernahm seine Mutter für ihn die Regentschaft bis 1127, in der sie auch seine Ehe mit Alix (Alice), der Tochter des Gottfried, Graf von Namur, arrangierte. Der Ehevertrag enthält auch eine Bestimmung über die Grafschaft Namur, die aufgrund dieser Vereinbarungen nach dem Aussterben des Hauses Namur nicht wie die Grafschaft Luxemburg vererbt wurde, sondern in den Besitz des Grafen von Hennegau kam.
Wenig später, im gleichen Jahr noch, wurde Karl der Gute, Graf von Flandern, ermordet, woraufhin sich mehrere Prätendenten meldeten, um seine Nachfolge anzutreten, darunter auch Balduin. Der französische König Ludwig VI. entschied sich für Wilhelm Clito, was Balduin dazu veranlasste, das Land um Aalst zu verwüsten, worauf er sich aber – im Bewusstsein, sich hier nicht behaupten zu können – zurückzog und dabei noch Oudenaarde niederbrannte. Nach dem Tod Wilhelms im Jahr darauf versuchte er sein Glück erneut, wurde aber von Dietrich von Elsass, dem neuen Grafen, zurückgeschlagen.
1147 nutzte er Dietrichs Aufbruch zum Zweiten Kreuzzug, um erneut in Flandern einzufallen, obwohl er durch diesen Überfall auf den Besitz eines Kreuzfahrers die Exkommunikation riskierte. Sibylle von Anjou, Dietrichs Ehefrau, gelang es, das Land zu verteidigen, bis Dietrich in aller Eile aus Konstantinopel zurückkehrte. Der nun folgende Krieg verwüstete beide Grafschaften. 1151 wurde schließlich ein Friedensvertrag geschlossen, zu dem auch eine Verlobung ihrer Kinder gehörte – die daraus folgende Ehe führte 40 Jahre später zur Vereinigung der beiden Grafschaften.
Balduins Schwager Heinrich der Blinde, Graf von Luxemburg, hatte 1157 Lauretta von Elsass geheiratet, die Tochter von Dietrich von Elsass, Graf von Flandern, und Sybille von Anjou. Die Ehe ging 1163 kinderlos auseinander, weshalb Heinrich seinen Schwager Balduin als seinen Erben einsetzte, was aber zu Balduins Lebzeiten nicht mehr zu Konsequenzen führte.
Balduin erwarb den Beinamen der Erbauer durch seine Tätigkeit im Festungs- und Kirchenbau in den meisten Städten des Hennegau. 1169, als sein Sohn Balduin Margarete von Elsass heiratete, führte er den neuen, noch im Bau befindlichen Palast in Le Quesnoy mehreren Baronen vor. Sie begingen dabei die Unvorsichtigkeit, auf ein schlecht befestigtes Baugerüst zu klettern, das unter ihnen zusammenbrach. Einige wurden nur leicht verletzt, Balduin jedoch brach sich beide Oberschenkel und das Rückgrat. Er starb zwei Jahre später.

## Nachkommen

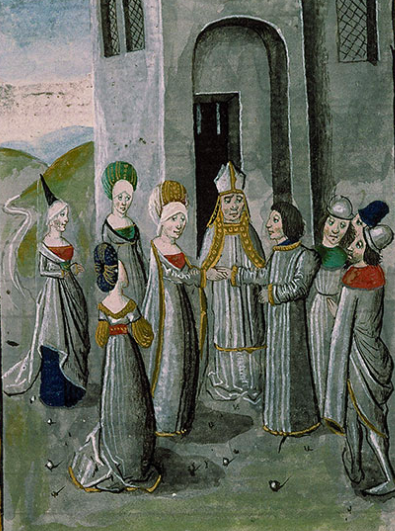
1130: Hochzeit des Balduin mit Alix von Namur.

Balduin heiratete 1130 Alix von Namur (1115–1169), jüngste Tochter von Gottfried, Graf von Namur, und Ermesinde von Luxemburg. Alix wurde in der Kirche Sainte-Waudru in Mons bestattet. Ihre Kinder waren:
- Balduin († jung), bestattet in Binche,
- Gottfried, Graf von Ostervant († 6. April 1159 oder 1161) in Mons, 16 Jahre alt, ⚭ 15-jährig mit Eleonore von Vermandois, keine Nachkommen
- Balduin V. (1150–1195), Graf von Hennegau.
- Wilhelm, Herr von Château-Thierry in der Grafschaft Namur, ⚭ I Mahaud von Lalain, ⚭ II Avoye von Saint-Sauve,
- Heinrich, Herr von Sebourg, Angre und Le Fay, ⚭ Johanna von Cysoing,
- Jolande, ⚭ Ives II., Herr von Nesle und Falvy, Graf von Soissons († 1157) ohne Nachkommen (Haus Nesle); ⚭ II Hugo IV., Graf von Saint-Pol,
- Agnes, genannt die Hinkende (la Boîteuse), erste Ehefrau von Raoul, Herr von Coucy, Marle, La Fère, Crécy, Vervins, Landousies und Pinon († vor 1173) (Haus Boves),
- Laurence (Laurette) († 9. August 1181); ⚭ Dietrich von Gent, letzter Herr von Aalst und Waës († 1165), kinderlos (Haus Gent); ⚭ kurz nach 1171 Bouchard IV. de Montmorency (Stammliste der Montmorency).
- Eustach, Propst v. St. Waltraut in Mons († nach 1198)